# تیم اضطراری (فیلم ۱۹۴۰)
تیم اضطراری (انگلیسی: Emergency Squad) فیلمی آمریکایی در سبک ماجراجویی به کارگردانی ادوارد دمیتریک است که در سال ۱۹۴۰ منتشر شد. از بازیگران آن می‌توان به ویلیام «بیل» هنری اشاره کرد.